# 庐山会议 (1959年)
庐山会议，是指1959年7月2日到8月1日中国共产党中央政治局在江西庐山召开的擴大會議，以及緊接著於8月2日到16日召開的中共八屆八中全會。会议前期的议题是总结经验，纠正错误。7月14日，中华人民共和国元帅彭德怀针对当时客观存在的问题，给中国共产党中央委员会主席毛泽东写了一封信，陈述他对1958年以来左倾错误及其经验教训的意见。会议后期，开展了对所谓“彭德怀、黄克诚、张闻天、周小舟反党集团”的斗争，反右倾运动展开。随后召集的八届八中全会，通过了《中国共产党八届八中全会关于以彭德怀同志为首的反党集团的错误的决议》、《为保卫党的总路线、反对右倾机会主义而斗争》的决议、《关于撤销黄克诚同志中央书记处书记的决定》、《关于开展增产节约运动的决议》和八届八中全会公报。

## 会议经过

### 分小组讨论
会议前期的议题是总结经验，纠正错误，着重讨论毛泽东提出的19个问题，包括形势、任务、体制、宣传、综合平衡、群众路线、协作区关系、公共食堂、农村初级市场、以生产小队为核算单位等问题。在本次会议上中共中央主席毛泽东动员全党尽快完成大跃进生产任务。當時的记錄员李锐認為，庐山会议一开始确有点像“神仙之会”的味道，“白天开会遊山，晚上散步跳舞”。毛泽东于6月29日前往庐山途中和7月2日讲话认为总的形势是成绩伟大，问题不少，前途光明，他要求与会者在充分肯定成绩的前提下，总结经验教训，统一全党认识:109。毛泽东指出大跃进的主要教训之一，就是没有搞综合平衡，过去安排国民经济的次序是重、轻、农，没有执行《论十大关系》确定的序列。应当反过来，以农、轻、重的次序安排国民经济计划，重工业要为轻工业和农业服务。
7月10日下午，毛泽东讲话，谈了形势、团结等问题。强调总路线是正确的，从全局来看，成绩与缺点错误还是九个指头与一个指头的关系，批驳了得不偿失的说法:541-542。7月14日，会议印发了《庐山会议诸问题的议定记录》（草稿），“三面红旗”政策再次受到肯定，同时指出了“大跃进”中政策的一些偏差:542。

### 彭德怀“上书”毛泽东
7月14日，彭德懷寫信給毛澤東：「現時我們在建設工作中所面臨的突出矛盾，是由於比例失調而引起各方面的緊張。就其性質看，這種情況的發展已影響到工農之間，城市各階層之間和農民各階層之間的關係，因此也是具有政治性的。……糾正這些『左』的現象，一般要比反掉右傾保守思想還要困難些，這是我們黨的歷史經驗所證明了的。」:98-101國務院副總理、国防部长彭德怀给毛泽东写信，信中首先肯定1958年“大跃进”的方針是正確的，但接著彭德怀指出了“大跃进”的问题：“浮夸风气较普遍地滋长起来”、“小资产阶级的狂热性，使我们容易犯左的错误”。彭德怀在信中说：“1958年的基本建設，現在看來有些項目是過急過多了一些，分散了一部分資金，推遲了一部分必成項目，這是一個缺點”，“1959年就不僅沒有把步伐放慢一點，加以适當控制，而且繼續大躍進，這就使不平衡現象沒有得到及時調整，增加了新的暫時困難”；最后他指出：“我觉得，系统地总结一下我们去年下半年以来工作中的成绩和教训，进一步教育全党同志，甚有益处。其目的是要达到明辨是非，提高思想，一般的不去追究个人责任。反之，是不利于团结，不利于事业的。”:363-366 彭德怀的批评意见与一年前苏共中央第一书记赫鲁晓夫的意见十分相近，而当时中苏关系已经出现分歧。
7月16日，毛泽东以“彭德怀同志的意见书”为标题，印发给与会全体成员，要求“评论这封信的性质”，本人未对这封信做任何评论。会议便转入对这封信的讨论:544。同日，毛泽东又调中共中央书记处书记、中国人民解放军总参谋长黄克诚上山参加会议。
7月17日下午5点到夜里10点，毛泽东找周小舟、周惠、胡乔木、田家英、李锐谈话，说：“关于总路线，真有70%拥护就不得了。真正骨干有30%也不得了，大部分人是随大流的。昨天晚上，我在组长会上谈了，现在的情况，实质是反冒进，我是反冒进的头子。”“1300万吨钢来之不易，就是完不成，也不要如丧考妣。只要真正鼓足了干劲，成绩讲够很重要。”他又从彭德怀的信讲到了1937年8月的洛川会议，说华北军分会不同意中央的游击战方针。
7月19日，黄克诚在小组会上发言说，工作中的缺点除了议定记录上讲到的之外，还有对农业生产成绩估计过高、经济各部门比例失调和1959年计划指标过大等，并谈到了可能造成的后果。黄克诚还说，对人民公社，搞与不搞都可以，长远上有利，短时期内不搞更主动些。他还指出，现在一些地方作风上的突出问题，是只讲成绩不讲缺点；有缺点不可怕，可怕的是有缺点不讲。
同一天，中共湖南省委第一书记、中央候补委员周小舟发言支持彭德怀，称彭德怀的信总的精神是好的，个别词句可以斟酌。他认为，这次会议应该在肯定成绩后着重总结经验，把缺点讲透很有必要，只有如此，才能正确总结经验教训。他说，基层干部的强迫命令、浮夸作风，与上层计划偏高偏大有很大关系:369。他认为，总的成绩是伟大的，但从具体来说，得多于失、得失相等、失多于得都有，要分别讲。:545
7月20日凌晨，中共中央办公厅主任杨尚昆向毛泽东汇报各组讨论的情况时，毛泽东讲了四点意见：“一、欠债是要还的，不能出了错误，一推了之。去年犯了错误，每个人都有责任，首先是我。二、缺点还没有完全改正，现在腰杆子还不硬，这是事实。不要回避这些事情，要实事求是。三、有些气就是要泄，浮夸风、瞎指挥、贪多贪大这些气就是要泄。四、准备和那些‘左派’，就是那些不愿意承认错误，也不愿意听别人讲他错误的人谈一谈，让他们多听取各方面的意见。”
7月21日下午，外交部副部長张闻天作了三个小时发言，用了更精确的理论术语，支持彭德怀。他的讲话涉及13个问题：“大跃进”的成绩、缺点、缺点的后果、对缺点的估计、产生缺点的原因、主观主义和片面性、政治和经济、三种所有制的关系、民主和集中、缺点讲透很必要、光明前途问题、关于彭德怀的意见书、成绩和缺点的关系。他不光指出“大跃进”的种种缺点，还从哲学高度指出缺点错误的产生主要在于“对于主观和客观、精神和物质关系的了解有片面性”，批评一段时间来在政治和经济关系“指导思想上的错误和含混不清”，揭示“对生产关系理论认识的偏颇”的危害，并从“党内民主作风”问题方面来探讨“产生缺点的原因”。张闻天强调应多从思想观点、方法、作风上探讨产生缺点错误的原因，反对不讲条件、不合乎实际的“主观主义、片面性”，“一定要按经济规律办事，不能光凭主观愿望，光凭政治上的要求”，在党内民主作风上，“要造成一种生龙活虎、心情舒畅的局面，才会有战斗力”，为此领导上要“造成一种风气、环境，使得下面敢于提意见”。在张闻天的发言中，有人表示不同意他的观点，但他仍然坚持讲出自己的意见。:413-419

### 会议转向
对1958年高指标政策造成的后果，与会者在认识上出现了分歧，柯庆施等强调“大跃进”的成绩是主要的，虽然承认出现了一些问题，但并不严重，并认为通过第一次郑州会议以来的工作，问题已经解决。应当鼓足干劲，继续跃进。但党内中下层干部也多有怀疑和埋怨，认为大炼钢铁得不偿失，人民公社搞砸了，党外民主人士多有非议，也被苏联“老大哥”认为是错误的。而在毛泽东看来，这些以及彭的信在挑战“三面红旗”，动摇全党、全国继续跃进的信心。7月22日，柯庆施等人向毛泽东提出“顶住这股风，不然队伍就散了”，认为彭德怀的信是对着总路线和毛泽东的:111。于是，毛借此信，发动了一场反右倾机会主义的斗争，以再次激起人们的“革命干劲”，实现工农业的生产大跃进，从而扳回1958年的败局。
7月23日，毛澤東在廬山會議上講話，會議主題從糾「左」轉到反右:103-108。毛泽东在全体会上发表长篇讲话，说：现在党内外夹攻我们，彭德怀的信表现了“资产阶级的动摇性”，是向党进攻，是右倾机会主义的反党纲领，称他们“碰了一些钉子，头破血流，忧心如焚，站不住脚，动摇了，站到中间去了。究竟中间偏左偏右，还要分析。重复了一九五六年下半年、一九五七年上半年犯错误的同志的道路。他们不是右派，可是自己把自己抛到右派边缘去了，距右派还有三十公里，因为右派很欢迎这种论调。”毛泽东还提出了解放军跟谁走的问题：“解放军不跟我走，我就组织红军去，另外组织解放军。我看解放军会跟我走。”从此，庐山会议由反左转为反右，开始对彭德怀等人进行批判。:1950-1956当天夜里，黄克诚、周小舟、周惠、李锐聚在一起发牢骚，他们怀疑毛泽东的这篇讲话是否经过常委讨论，按照讲话精神发展下去，很像斯大林晚年，只有个人独断专行，没有真正的集体领导，这样终将导致党的分裂。还说，毛泽东不应在一线指挥经济建设，应该退到第二线，等等。此前，張聞天于7月12日同住在旁邊的彭德懷說“毛泽东同志很英明，整人也很厉害，同斯大林晚年一样”，这成為了彭、张谈话一个重要把柄。胡乔木说，毛主席有点像斯大林晚年这个话，用意显然是专门说斯大林错误方面，这是严重的原则问题，这是对毛主席和党中央很大的侮辱和恶毒的污蔑；胡乔木引述恩格斯《论权威》中的相关文字，说明党需要领导者个人的威信，是党和人民宝贵财富，必须保卫，决不能破坏。
7月26日，会议传达毛泽东的指示：事是人做的，对事也要对人。要划清界线，问题要讲清楚，不能含糊。同一天，会议又印发了毛泽东对李云仲来信的一个很长的批语：“现在党内党外出现了一种新的事物，就是右倾情绪、右倾思想、右倾活动已经增长，大有猖狂进攻之势。”“反右必出‘左’，反‘左’必出右，这是必然性。时然而言，现在是讲这一点的时候了。”:1957-1958在这之后，对彭德怀等人的批判明显升级，批判内容由会议发言转到包括清算“历史旧账”在内的全面揭发与批判。许多人在发言中指责彭德怀等人要在庐山掀起一场斗争，反对“总路线”。彭德怀等人在高压之下不得不在小组会议上检讨:548-549。
7月31日、8月1日開兩次政治局常委會，林彪說彭德懷是「野心家，陰謀家，偽君子」:114。会议对彭德怀进行批判。会议认定彭德怀的信是“右倾机会主义”纲领，宣称彭黄张周四人结成反党集团，进行有组织有目的的活动。毛泽东说彭德怀历史上与他“三分合作七分不合作”，从哲学问题上称彭德怀是资产阶级世界观，方法论是经验主义的:380-381；林彪指责彭德怀“只有毛主席能当大英雄，别人谁也不要想当英雄，你我离得远得很，不要打这个主意”。两次常委会后，毛泽东把列席的黄克诚、周小舟、周惠、李锐留下来，又谈了一阵。说让他们列席会议，是为了受教育，不要再受彭德怀和那封信的影响。毛泽东对争取周小舟看得更重一些。毛澤東說，彭德懷他們是要瓦解黨，是有計劃、有組織、有準備，從右面向正確路線進攻；又說：彭德懷出身勞動人民，感情站在革命方面，對群眾有感情；問題是經驗主義:114。

### 八中全会
8月2日至16日，中共八届八中全会在庐山召开。毛泽东在全会开始时的讲话中说明这次全会的两个议题：改指标问题和路线问题。“我们反了九个月‘左’倾了，现在基本上不是这一方面的问题了，现在庐山会议不是反‘左’的问题了，而是反右的问题了。因为右倾机会主义在向着党，向着党的领导机关猖狂进攻。”:1965会前，毛泽东给张闻天写了一封信，写得很挖苦，首次提出了“军事俱乐部”:422。
8月4日晚，根据毛泽东的意见，由中共中央第一副主席兼国家主席刘少奇主持，中央政治局常委向没有参加中央政治局扩大会议的中央委员和中央候补委员介绍了前一阶段开会的情况。林彪第一个发言，指责彭德怀想当大英雄，因此就要反对毛泽东，这是事情的规律，从长远说他是党内的一个隐患。其他常委有的也在发言中提到彭德怀有篡党思想。此后，小组会和大会进一步揭发批判彭德怀等人，清算他们的历史，宣称他们是混入党内的投机分子，指控他们“里通外国”，组织“军事俱乐部”，“要分裂党”“逼毛主席下台”:384:549。
8月11日，八中全会召开全体会议。毛泽东再次讲话，从哲学的角度，对彭德怀等人做分析。毛泽东认为，这些人是经验主义的世界观、人生观同方法论，这个问题，几十年都没有解决，自己也不愿意解决。这些人“是以资产阶级民主主义者的资格参加共产党的”，“犯错误的同志，或者是主要的领袖，比如彭德怀同志，他这三十几年，资产阶级立场没有变动过。”:19678月13日至15日，连续召开全体会议，由彭德怀、黄克诚、张闻天、周小舟作检讨。与会者对他们的问题进行揭发批判，批判更加升级，主要集中在揭发批判所谓“军事俱乐部”成员之间的联系，以及追查说毛泽东有些像“斯大林晚年”的问题。

### 斗争结果
8月16日，毛澤東在八屆八中全會閉幕會上講話：「人總是要有一條出路，不要逼得人家沒有出路。希望同志們回去傳達的時候，無論是中央各部門的同志，還是地方的同志，都注意這一點，不要抹殺他們的好處的一面。」:125-127全会通过会议公报和《为保卫党的总路线、反对右倾机会主义而斗争》、《关于开展增产节约运动的决议》、《关于以彭德怀同志为首的反党集团的错误的决议》、《关于撤销黄克诚同志中央书记处书记的决定》。最後彭德懷與黃克誠、張聞天、周小舟等人被打成“彭黃張周反黨集團”；决定把彭德怀、黄克诚、张闻天、周小舟分别调离国防、外交、省委第一书记等工作岗位，分别保留中央委员会委员、中央政治局委员、中央政治局候补委员，“以观后效”:388。撤销黄克诚中央书记处书记的决定，直到1962年才予以公布，而彭德怀反党集团的决议则迟至1967年才公布。
关于“反对右倾机会主义”的决议中写道：“右倾机会主义已经成为当前党内的主要危险。团结全党和全国人民，保卫总路线，击退右倾机会主义的进攻，已经成为党的当前的主要战斗任务。”毛泽东总结说：“庐山出现的这一场斗争，是一场阶级斗争，是过去十年社会主义革命过程中资产阶级与无产阶级两大对抗阶级的生死斗争的继续。在中国，在我党，这一类斗争，看来还得斗下去，至少还要斗二十年，可能要斗半个世纪，总之要到阶级完全灭亡，斗争才会止息。”
8月18日至9月12日，以批判彭德怀、黄克诚为内容的中央军委扩大会议在北京举行，会议还牵连了邓华、洪学智、万毅、钟伟、林彪（913事件后被披露）等人。8月24日，召开全国外事会议，对张闻天进行批判。毛澤東於8月27日回到北京:130。9月17日，国家主席刘少奇发布主席令，撤销彭德怀的国防部部长和黄克诚的解放军总参谋长职务；任命林彪兼任国防部部长，罗瑞卿为总参谋长。9月26日，中央军委被改组，毛泽东继续担任主席，林彪、贺龙、聂荣臻为新设立的副主席，罗瑞卿为军委秘书长:551-552。
廬山會議原本是為了“糾左”（糾正左傾錯誤），結后卻在全国引發了大規模的“反右倾运动”（黄克誠、周小舟、彭德怀与张闻天被指組织軍事俱乐部），上万名中共党员受到了批判与非人道待遇；其中大部分在1962年得到平反，但毛澤東設下底線：“誰都能平反，唯獨彭德懷不能平反。”彭德懷曾於同年（1962年）给毛泽东写了封约八万字的信要求平反，但毛泽东拒绝给彭德怀平反，林彪为了自保（因为挺彭的人大多数都是他在四野的老部下）也绝不容忍为彭平反。1974年，彭德懷病逝；直到1978年中共十一届三中全会后中共中央才為彭德懷平反，恢復其名譽。1981年，中共中央宣布，关于“彭德怀、黄克诚、张闻天、周小舟反革命集团”的决定是完全错误的，为四人完全恢復名誉。

## 会议相关

### 毛彭之爭的前因後果
有说法指會中彭德懷跟毛澤東起了衝突，彭忍不住粗言頂撞：“在延安你操了我四十天娘，我操你二十天娘不行？” 也有当时在场的秘书、卫士长以及卫士回忆称，毛泽东看过彭德怀的“万言书”后，把烟蒂拧入烟灰缸然后苦笑说：“彭德怀送给我看的尽是消极材料，尽给我送消极材料。彭真、王任重、陶铸、柯庆施送的材料积极。” 吸燃香烟后，毛还说过两句：“这个人敢讲真話。容易得罪人。”
也有学者认为毛泽东之前就对彭德怀有怨气；毛曾說：“‘始作俑者，其無後乎’；我無後乎？中國的習慣，男孩叫有後，女孩不算；我一個兒子打死了，一個兒子瘋了，我看是沒有後的。”毛引了孔子的這段話，憤恨自己的「無後」，他有可能認為彭德怀在朝鲜战争时期没有照顾好他的儿子毛岸英，使毛岸英戰死、導致毛澤東「無後」。

### “裡通外國”

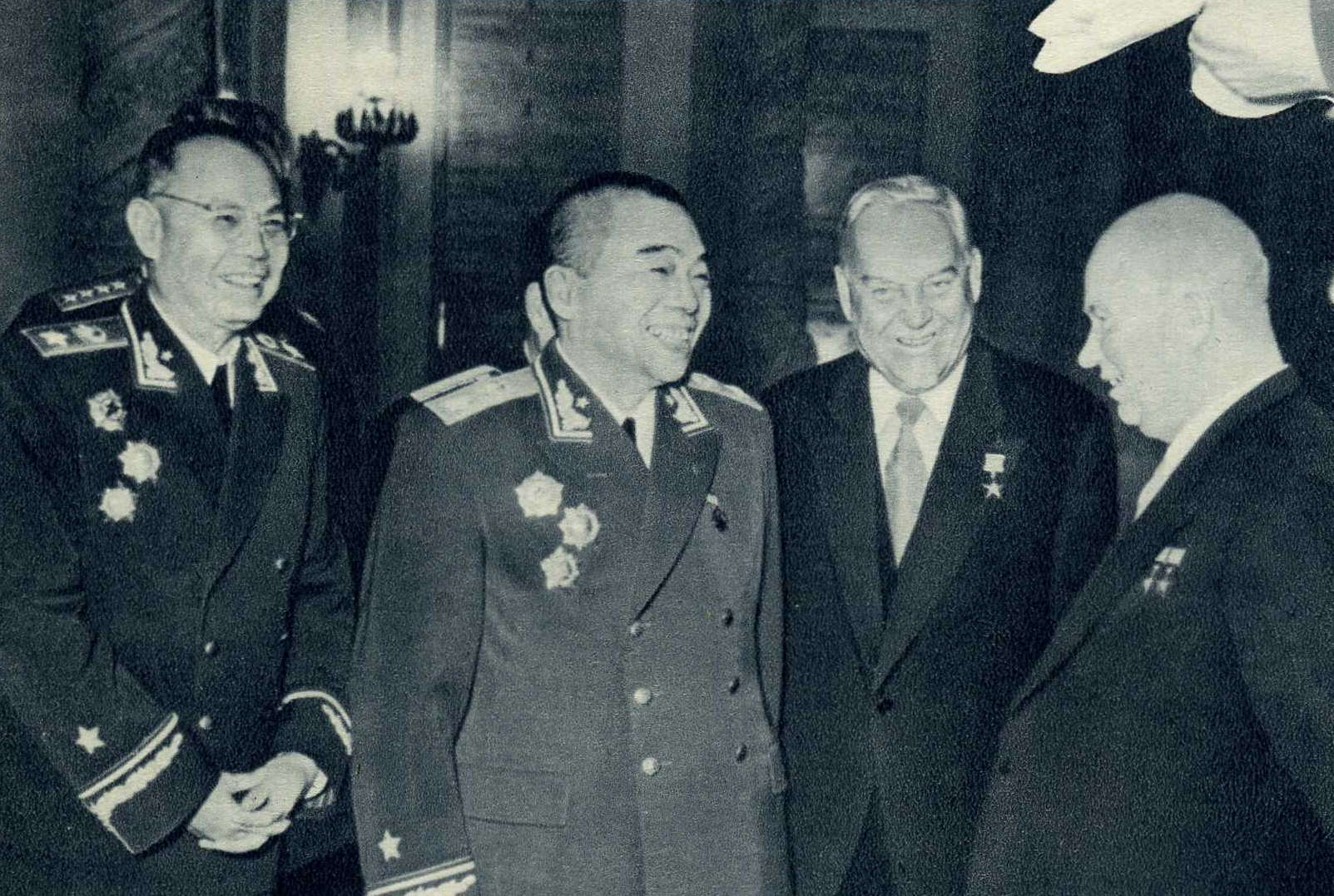
从左到右：叶剑英、彭德怀、布尔加宁、赫鲁晓夫（摄于1958年）

1958年11月30日，时任苏联领导人赫鲁晓夫在与波兰领导人哥穆尔卡会谈时称：“中国人现在正在组织公社。在我国这在30年前就曾有过，对这个我们腻了。可是中国人嘛，就让他们去尝试吧。当他们碰得头破血流时，就会有经验了。” 同年12月4日，赫鲁晓夫在克里姆林宫与美国参议员休伯特·汉弗莱的谈话时，称中国的人民公社制度“是反动的”。而据彼得·琼斯等著《中苏关系内幕纪实》记载，赫鲁晓夫于1959年5月至6月正式访问阿尔巴尼亚期间会见了彭德怀，彭让赫鲁晓夫看了一份强烈抨击“大跃进”和“人民公社”运动的备忘录，此后彭德怀在庐山会议上提交了这份备忘录。
庐山会议期间，就在彭德怀、张闻天等人發言批評大躍進的同时，7月18日，赫鲁晓夫在波兰访问时对中国人民公社化运动进行了公开批判，7月21日苏共中央机关报《真理报》、7月22日美国《纽约时报》等报刊对此作了公开报道。此时庐山会议正在召开，赫鲁晓夫的讲话激怒了毛泽东，他决定向赫鲁晓夫公开反击。8月1日，毛泽东将赫鲁晓夫讲话材料批给中联部部长王稼祥时说:“我写了几句话，其意是驳赫鲁晓夫的。将来我拟写文宣传人民公社的优越性。一个百花齐放，一个人民公社，一个大跃进，这三件，赫鲁晓夫们是反对的，或者是怀疑的。我看他们是处于被动了，我们非常主动，你看如何？这三件要向全世界作战，包括党内大批反对派和怀疑派。”

## 评价与影响

### 泰韦斯
悉尼大学弗雷德里克·C·泰韦斯认为，1949至1957年时期，“毛泽东显然是中共的不容挑战的领袖”:60，并且毛泽东基本上遵守集体领导的意愿，在1950年代初期和中期毛总的做法是通过广泛的讨论来决定政策，在几次失误出现后，毛甚至遵守尊重少数派权力的原则，领导内部持有不同意见的人可以保持他们的观点，党内也鼓励对于重大问题比较公开地争论，而不用担心受到惩罚，政策的制定过程相对民主:63。然而在这次庐山会议之后，毛的权威遭到了严重的挑战，国外有学者评价，庐山会议对毛泽东的思想实质、对待同事们的态度上都产生了重大的影响：
|  | 庐山会议上的这场冲突影响之大，无论怎么样估计也不算过分，不仅是在毛对待他的同事们的态度上，而且在他的思想实质上。正如1957年一样，他犯了判断错误，但这番经历不仅没有使他吸取教训，相反却使他对自己的尊严变得更加敏感起来。结果，从心理角度看，庐山会议以后，毛泽东不仅力图打击每一个同他意见不一致的人，而且愈发认为他提出的任何一个想法都是正统的标准。换句话说，任何与毛所规定的正统标准相左的意见，即使不是彻头彻尾的反革命，也是“修正主义”。 |

### 胡鞍钢
中国大陆学者胡鞍钢在《中国政治经济史论1949-1976》针对1959的庐山会议给出四个观点：:282-284
第一，庐山会议使中国共产党领导人开始走向政治分裂。此次会议上毛泽东破坏民主决策的机制而严重压制了党内的不同意见，因而这次庐山会议也并未真正统一思想和路线。毛泽东个人与其革命同事在国家建设的政策方面的深刻分歧成为日后文化大革命的重要诱因。
第二，彭德怀作为中央政治局委员给党中央主席写信反映自己的意见是符合党的组织原则的，也符合中共八大《党章》第26条有关规定，理应得到鼓励和保护。毛泽东拒绝与彭德怀私下交换意见，而且上升为阶级斗争，是巨大的失误。
第三，庐山会议开了个人凌驾中央委员会、个人凌驾于全党上的先例，开了个人专断、个人决策的先例。庐山会议后，毛泽东逐渐成为党内的“特殊人物”，无人敢直接提出批评意见。
第四，毛泽东把党内的不同意见“阶级斗争化”，将其政治对手判了“政治死刑”。
另外，胡鞍钢特别指出，“从历史发展的角度看，毛泽东在大跃进的失败为邓小平后来的成功提供了很好的借鉴”:285。

### 引用
1. ↑  毛泽东. . 中国共产党新闻网.   [2018-04-22]. （原始内容存档于2018-04-22）.
2. 1 2  郭大钧. . 北京师范大学出版社. 2011. ISBN 978-7-303-08674-0.
3. 1 2 3 4 5 6 7  中共中央党史研究室.  下. 北京: 中共党史出版社. 2011. ISBN 978-7-5098-0950-1.
4. 1 2 3 4 5 6  中共中央文獻研究室，逄先知、金沖及主編 (编).  香港第一版. 香港: 中和出版. 2011. ISBN 978-988-15116-8-3.
5. 1 2 3 4 5  《彭德怀传》编写组. . 当代中国出版社. 2015. ISBN 978-7-80092-103-2.
6. ↑  丛进. . 北京: 人民出版社. 2009: 151. ISBN 978-7-01-007864-9.
7. ↑  《黄克诚传》编写组. . 北京: 当代中国出版社. 2012: 476–479. ISBN 978-7-5154-0177-5.
8. ↑  杨尚昆. . 北京: 中央文献出版社. 2001: 412. ISBN 978-7-5073-1062-7.
9. 1 2  程中原. . 北京: 当代中国出版社. 2016. ISBN 978-7-80092-927-4.
10. ↑  林蕴晖. . 东方出版中心. 2008: 279– 282. ISBN 978-7-8018-6892-3.
11. 1 2 3 4  中共中央文献研究室. . 北京: 中央文献出版社. 2013. ISBN 978-7-5073-3165-3.
12. ↑  李蒙. . 北京: 人民文学出版社. 2012: 378. ISBN 978-7-02-009082-2.
13. ↑  徐尚定，《胡乔木在毛泽东身边工作的二十年》，九州出版社
14. ↑  李云仲，时任东北协作区委员会办公厅综合组长。李云仲在信中，既反映了一些重大问题，指出在反对右倾保守思想的同时，忽视“左”倾冒险主义的侵蚀；关于农民和工农关系问题以及计划工作中存在主观主义等；也反映了一些具体问题，如指出铺张浪费之风严重等。
15. ↑  李锐. . 郑州: 河南人民出版社. 1999: 181-213. ISBN 978-7-215-03072-5.
16. ↑  王任重日记，1959年8月21日。
17. ↑  中共中央文献研究室编. . 北京: 中央文献出版社. 2011: 509. ISBN 7-5073-3268-3.
18. ↑  毛泽东. . 北京: 中央文献出版社. 1993: 451-455. ISBN 7-5073-0129-X.
19. ↑  郭德宏、林小波. . 浙江人民出版社. 2005: 15. ISBN 7-213-02236-9.
20. ↑  苏晓康; 罗时叙; 陈政. . 中国新闻出版社. 1988: 252.
21. 1 2  . 中国新闻网. 人民网. 2013-10-21. （原始内容存档于2025-02-16） （中文）.
22. ↑  李锐. . 贵阳: 贵州人民出版社. 1992: 172. ISBN 7-221-02852-4.
23. 1 2 3 4 5  沈志华.  (PDF). 《二十一世纪》网络版. 2003年, (12). （原始内容存档 (PDF)于2023-03-21） –香港中文大学.
24. 1 2 3  . 搜狐. 人民网. 2013-11-20. （原始内容存档于2024-02-05） （中文）.
25. ↑  彼得·琼斯; 西安·凯维尔. . 中国大饥荒档案. 由郭学德、朱耀先、黄飚翻译. 《中苏关系内幕纪实》. （原始内容存档于2023-09-23） （中文）.
26. ↑  . 凤凰网. 人民网. 2009-08-19. （原始内容存档于2009-08-22） （中文）.
27. ↑  毛泽东. . 马克思主义文库. 1959-08-01. （原始内容存档于2023-11-11） （中文）.
28. 1 2  麦克法夸尔; 费正清. . 北京: 中国社会科学出版社. 1998. ISBN 978-7-5004-1185-7.
29. ↑  麦克法夸尔; 费正清. . 北京: 中国社会科学出版社. 1998: 45. ISBN 7-5004-1185-5.
30. 1 2  胡鞍钢. . 北京: 清华大学出版社. 2008. ISBN 978-7-302-18240-5.